# Унтершпревалд (општина)
Унтершпревалд (њем. Unterspreewald) општина је у њемачкој савезној држави Бранденбург. Једно је од 37 општинских средишта округа Даме-Шпревалд. Према процјени из 2010. у општини је живјело 863 становника. Посједује регионалну шифру (AGS) 12061510.

## Географски и демографски подаци
Унтершпревалд се налази у савезној држави Бранденбург у округу Даме-Шпревалд. Општина се налази на надморској висини од 72 метра. Површина општине износи 25,8 km². У самом мјесту је, према процјени из 2010. године, живјело 863 становника. Просјечна густина становништва износи 33 становника/km².